# Plac Wiosny Ludów w Poznaniu

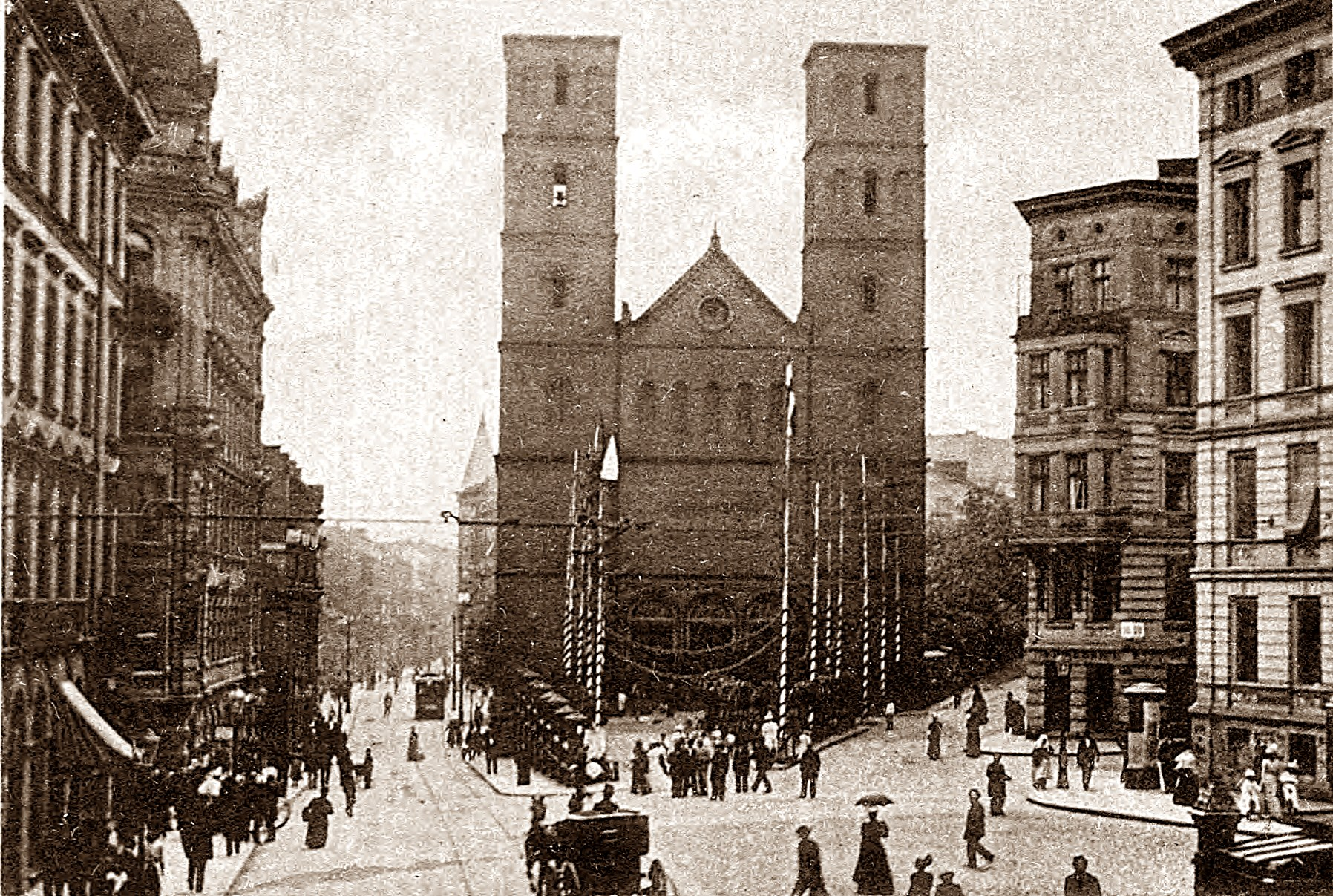
Kościół św. Piotra

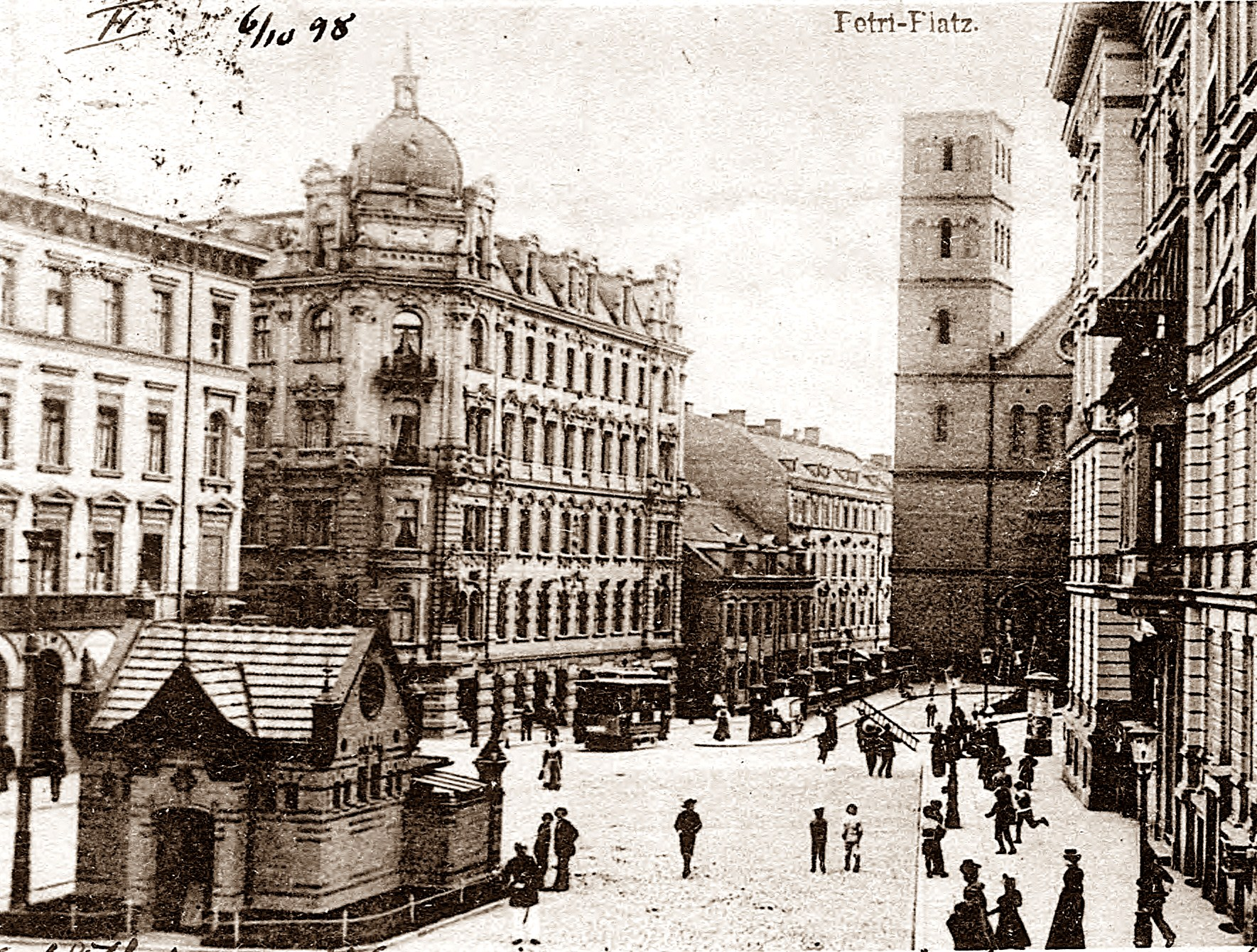
Widok na plac, na pierwszym planie neogotycki budynek szaletów miejskich

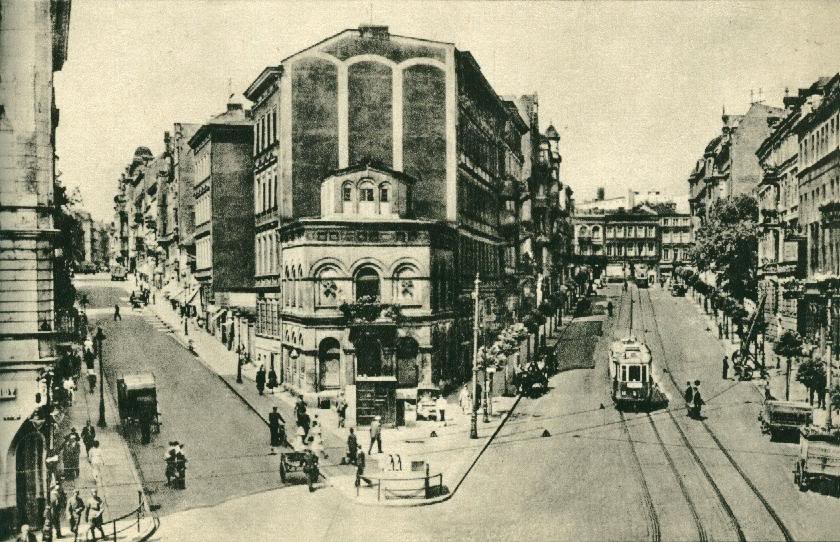
Plac przed II wojną światową (widok w kierunku Al. Marcinkowskiego)

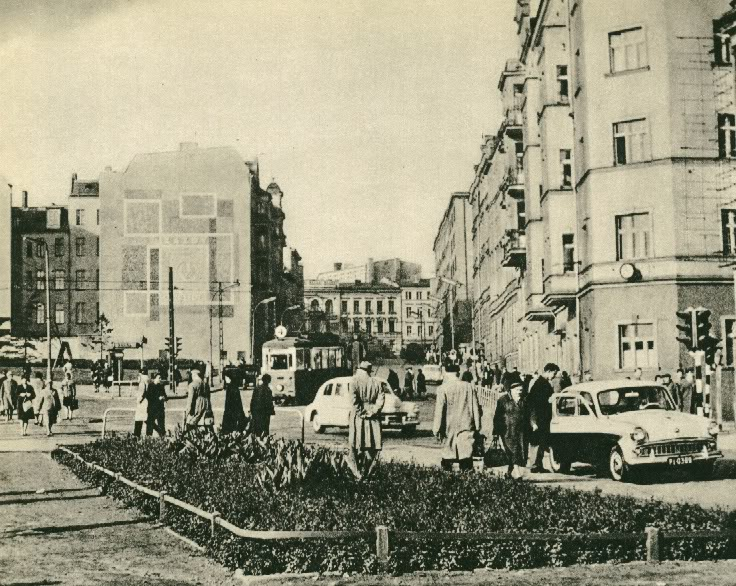
Plac w okresie PRL (widok w kierunku Al. Marcinkowskiego)

Plac Wiosny Ludów – jeden z placów w centrum Poznania, położony na południowy zachód od średniowiecznej części miasta, u zbiegu dawnych duktów z wiejskich osad przed nieistniejącą Bramą Wrocławską.
Według projektu Nowego Miasta (znanego również jako Górne Miasto) autorstwa Davida Gilly'ego był on głównym węzłem komunikacyjnym południowego Poznania. Na placu krzyżuje się osiem ulic (Święty Marcin, Podgórna, Szkolna, Strzelecka, Półwiejska, B. Krysiewicza, R. Szymańskiego i Wysoka). Plac ze Starym Rynkiem łączy ulica Szkolna.

## Historia

### Średniowiecze
Teren ten znajdował się poza miastem, przy Bramie Wrocławskiej (droga w kierunku Wrocławia). W pierwszej połowie XV wieku było tam 10 domów, a w 1500 – 18. Większość mieszkańców stanowili kołodzieje, kowale i rzemieślnicy zajmujący się obsługą transportu. Znajdował się tu plac handlowy oraz w niewielkiej odległości rzeźnia.
Przy placu biegła Struga Karmelicka na której wybudowano Młyn Czapnik (nazywany też Małym Królewskim Młynem i Młynem Sążnickim, z ok. XV wieku). Młyn uległ zniszczeniu podczas wojny ze Szwecją w 1655.
W XV wieku wybudowano szpital dla trędowatych z kościołem św. Krzyża (zbudowanym na planie krzyża z kopułą na skrzyżowaniu naw) oraz cmentarzem. W 1772 bp Krzysztof Szembel zadecydował o zakończeniu działalności szpitala. Kościół został sprzedany przez abpa Ignacego Raczyńskiego w porozumieniu z władzami miasta, i rozebrany w 1797.

### XVIII/XIX wiek
W 1793 Prusacy zaczęli reorganizować system fortyfikacji w rejonie Bramy Wrocławskiej, zburzone zostały mury miejskie, a brama przeniesiona na drogę w kierunku Berlina (w 1816). Układ komunikacyjny w rejonie placu zaprojektował David Gilly.
Przed 1800 przy placu wybudowane zostały murowane budynki, m.in. budynek hotelu Saskiego (pierwotnie dom Józefa Malczewskiego), dom Speichertów, dom Pietschów, kamienica przy Św. Marcinie, budynek przy ul. Strzeleckiej i dom Michałowskiego z oberżą "Pod Złotą Gęsią" (właściciel Huppe).
Przed 1827 powstał budynek który później służył jako Hotel Wiedeński.
Od 1841 do II wojny światowej jedną z najważniejszych budowli placu był kościół ewangelicko-reformowany świętego Piotra stojący u zbiegu ulic Krysiewicza i Półwiejskiej.
W XIX wieku rozwinęła się na placu budowa budynków wyższych. W 1872 wybudowano kamienicę dr Nieszczoty, w 1873 powstał budynek w miejscu Hotelu Wiedeńskiego, a w 1874 kamienica architekta Paula Kartmanna. Budowa i nadbudowa tak wielu budynków spowodowała całkowite zabudowanie placu.
Pod koniec XIX wieku pojawiły się szalety miejskie w postaci neogotyckiego domku.
W 1894 poprowadzono przez plac linię tramwajową Stary Rynek – Brama Wildecka. Na przełomie XIX i XX wieku zrealizowana została inwestycja otwarcia placu w kierunku Starego Rynku przez ulicę Szkolną.

### XX wiek
W 1927 szalety miejskie zostały przeniesione pod ziemię, przy przystanku tramwajowym (obiekt zaprojektował Władysław Czarnecki). W 1931 Marian Spychalski zaprojektował połączenie ulicą placu Wiosny Ludów z placem Bernardyńskim. Połączenie zostało zrealizowane na krótko przed II wojną światową.
W 1943 na północno-wschodniej części placu ulokowany został duży basen przeciwpożarowy. W wyniku działań wojennych zniszczone zostały prawie wszystkie istniejące tu wcześniej budynki.

### Nazwy
- Średniowiecze: Stelmachy[b], Półwieś
- od ok. XIX wieku: Petrikirchplatz, Petriplatz (przez Polaków nazywany Placem św. Piotra)
- od 1919: plac Świętokrzyski[c]
- od 1946: plac Hoovera
- od 1948: plac Wiosny Ludów

## Współczesność
Podejmowano próby reorganizacji przestrzeni placu (m.in. ogłaszano konkursy na zabudowę placu w 1959, 1989, 1993), jednak do końca XX wieku były one bezskuteczne (planowane było m.in. założenie parku, wybudowanie ronda, domu handlowego, parkingu dla ok. 300 samochodów).
W XXI wieku zaczęły tu powstawać nowoczesne budynki takie jak Kupiec Poznański (2001) czy budynek Wechty (2004). U zbiegu ulic Półwiejskiej (z ruchliwym pasażem handlowym) i Strzeleckiej stoi też pomnik Starego Marycha, natomiast na narożniku ulic Święty Marcin i Podgórnej – pomnik Hipolita Cegielskiego. Na zachodniej ścianie Kupca Poznańskiego zawieszona jest tablica pamiątkowa ku czci Herberta Hoovera.